# خیال مرا از سر بیرون کن
خیال مرا از سر بیرون کن (انگلیسی: Kiss Me Goodbye) با نام اصلیِ شاد و سرخوش شدن (انگلیسی: Going Gay) یک فیلم موزیکال به کارگردانی کارمینه گالونه است که در سال ۱۹۳۳ منتشر شد. از بازیگران آن می‌توان به ماگدا اشنایدر، ویلفرد نوی و گرته ناتزلر اشاره کرد.